# Ruta departamental AP-115
La Ruta departamental AP-114 es una carretera peruana que recorre la provincia de Cotabambas. Tiene una longitud de 32 km afirmada. La carretera recorre el distrito de Mara.

## Recorrido
Su recorrido se distribuye de la manera siguiente: Empalme PE-3SF (Puente Isuray) - (L.D. Cusco a Ccapaccmarca) - Mara - Empalme PE-3SF (Puente Isuray) - (L.D. Cusco a Ccapaccmarca)